# Mészáros Zoltán (színművész)
Mészáros Zoltán (Dunaújváros, 1964. május 2. Miskolcon a Táncsics-téri általános iskolába járta ki a 8 osztályt–) németországi magyar színész, rendező.
Az Angyalbőrben sorozat után először Erdélybe költözött, ahol valamivel több mint 8 évet töltött, majd Németországban telepedett le, ahol szintén filmes színészként dolgozik. 1998 óta Münchenben él. Háromszor házasodott meg, és öt gyermeke született. 

## Pályája
- Szakirányú tanulmányok: GNM Budapest, LMU München
- 1990–1996 – Marosvásárhelyi Nemzeti Színház Magyar Tagozat
- 1997–1998 – Szolnoki Szígligeti Ede Színház
- 1998–1999 – Gyergyószentmiklósi Figura Stúdió Színház
- 1999 Gyergyószentmiklósi Székely Színpad (megszűnt)
- 2000–2003 Unser Kleines Theater – München
- 2003- AVL MEDIA München
- 2011- T-ATER München
- Vendégjátékok:
- 1994–1995 Sepsiszentgyörgyi Tamási Áron Színház
- 1997 Nagyváradi Szigligeti Ede Színház
- 1994–1996 Gruppen Hecc Társulat Marosvásárhely
- 2003 Veszprémi Petőfi Sándor Színház

## Főbb színházi szerepei
- Lucian Blaga: Gyermekkeresztesek – Barát
- Ray Cooney: Páratlan páros (Bigámia) – Troughton felügyelő
- Euripidész: Iphigenia Auliszban – Achilleus
- William Gibson: Ketten a hintán – Jerry Ryan
- Gogol: Egy őrült naplója – Popriscsin
- Görgey Gábor: Komámasszony, hol a stukker? – Cuki, az alvilágból
- Sütő András: Álomkommandó – Belügyi biztos
- Ödön von Horváth: Mesél a bécsi erdő – Havlicsek
- Efrájim Kishon: A házasságlevél – Robert Knoll
- Sławomir Mrożek: Emigránsok – AA
- William Shakespeare: A velencei kalmár – Lucentio

## Színházi rendezései
- Karinthy Frigyes: Kis Rómeó, kis Júlia
- Slawomir Mrożek: Emigránsok
- Gibson: Ketten a hintán
- O. Andersson: Simbabwe

## Főbb filmszerepei
- 1988-1990 Angyalbőrben – tv-sorozat: Főszerep – Urbán András
- 1995 Wiener Baden – Junge
- 1995 Szamba – Zoli
- 2002 Tabula Rasa – David
- 2009 Das Experiment – A férfi
- 2019 Don Juan kopaszodik – Farkas Zoltán
- 2024 S.E.R.E.G. – TV-sorozat – Urbán András

TV filmek, sorozatok, játékfilmek, kísérleti filmek, reklámok, magyar, cseh, román, német, amerikai, kanadai, japán, francia produkcióban .

## Filmrendezései
- 2004 Die Mission-ismeretterjesztő. 60 p.
- 2004 Go west!-dokumentumfilm 60 p.
- 2007 Wenn der Papst kommt-független film 45 p.
- 2007 Lepradorf in Europa -dokumentumfilm 35 p.
- 2009 Das Expreiment
- 2010 Kerlerspaan -festivalversion -Kísérleti film 10 p.
- 2011 Mandy -Kisjátékfilm

## Hanglemezei, hangoskönyvei
- 1992 Jelentsen Olajbogyó – szerző: Szikora Róbert Pepita-Hungaria
- 2006 Rejtő Jenő: Pipacs, a fenegyerek – AVL MEDIA München – hangoskönyv
- 2008 Szathmári Sándor: Kazohinia – AVL MEDIA München – hangoskönyv
- 2008 Mikszáth Kálmán: A jó palócok – AVL MEDIA München – hangoskönyv
- 2008 Mikszáth Kálmán: Tót atyafiak – AVL MEDIA München – hangoskönyv
- 2008 Jókai Mór: A nagyenyedi két fűzfa – AVL MEDIA München – hangoskönyv
- 2008 Mikszáth Kálmán: Beszterce ostroma – AVL MEDIA München – hangoskönyv
- 2009 Krúdy Gyula: Rózsa Sándor – AVL MEDIA München – hangoskönyv
- 2009 Móra Ferenc: Rab ember fiai – AVL MEDIA München – hangoskönyv
- 2009 Mikszáth Kálmán: Beszélő köntös – AVL MEDIA München – hangoskönyv
- 2009 Móra Ferenc: Kincskereső kisködmön – AVL MEDIA München – hangoskönyv